# الخيال البيئي
الخيال البيئي
الخيال البيئي هو فرع من الأدب الذي يشمل الأعمال الخيالية الموجهة نحو الطبيعة «غير البشرية»، أو الموجهة نحو البيئة؛ «التأثيرات البشرية على الطبيعة». في حين أن جذور هذا النوع الفائق تظهر في الواقعية الكلاسيكية، والسحرية، والتحولات الحيوانية، والخيال العلمي، والأنواع الأخرى، فإن مصطلح الخيال البيئي لم يصبح شائعًا حتى التسعينيات، عندما خلقت الحركات المختلفة منصة لانفجار الأدب البيئي والطبيعي، الذي ألهم أيضًا النقد البيئي. 
النقد البيئي هو دراسة الأدب والبيئة من وجهة نظر متعددة التخصصات، إذ يقوم علماء الأدب بتحليل النصوص التي توضح المخاوف البيئية ودراسة الطرق المختلفة التي يعالج بها الأدب موضوع الطبيعة. ادعى علماء البيئة أن العلاقة البشرية مع النظام البيئي غالبًا لم تجر ملاحظتها في الأدبيات السابقة.
وفقا لجيم دواير مؤلف «أين توجد الكتب البرية: دليل ميداني للخيال البيئي»: «معاييري لتحديد هل يكون عمل معين هو خيال بيئي مواز بنحو قريب؟ لورانس بويل.
البيئة غير البشرية موجودة ليس فقط بوصفها أداة تأطير، ولكنه وجود يبدأ في الإيحاء بأن التاريخ البشري مرتبط بالتاريخ الطبيعي.لا تفهم المصلحة الإنسانية على أنها المصلحة المشروعة الوحيدة. المساءلة البشرية تجاه البيئة هي جزء من التوجه الأخلاقي للنص. بعض الإحساس بالبيئة بوصفها عملية وليست ثابتًا أو معينًا، هو على الأقل ضمني في النص. قد يكون من الأفضل اعتبار مصطلحات «الخيال البيئي» و«الخيال الأخضر» و«الخيال الموجه نحو الطبيعة» فئات من الخيال البيئي. «الخيال البيئي» يتعامل مع القضايا البيئية، أو العلاقة بين البشرية والبيئة المادية التي تتناقض مع الكونيات التقليدية والصناعية، أو التي تلعب فيها الطبيعة، أو الأرض دورًا بارزًا... إنها تتكون من العديد من الأساليب، في المقام الأول الحداثة، وما بعد الحداثة، والواقعية، والواقعية السحرية، ويمكن العثور عليها في العديد من الأنواع، في المقام الأول الأنواع السائدة، والغربية، والغموض، والرومانسية، والخيال المضارب. يشمل الخيال المضارب الخيال العلمي والفانتازيا، وأحيانًا يختلط بالواقعية، كما هو الحال في أعمال أورسولا ك. لو غوين. (جيم دواير) 
«قصص تدور أحداثها في مناظر طبيعية خيالية تلتقط جوهر النظم الإيكولوجية الطبيعية... يمكنهم البناء حول العلاقات الإنسانية مع هذه النظم الإيكولوجية، أو استبعاد البشر تمامًا. ومع ذلك، فإن القصة نفسها تأخذ القارئ إلى العالم الطبيعي وتحييه... من الناحية المثالية، يجب أن تكون المناظر الطبيعية، والنظم الإيكولوجية «سواء كانت خيالية أو حقيقية» واقعية قدر الإمكان، ويجب أن تتوافق قيود الحبكة مع المبادئ البيئية» مايك فاسي.
تم التمييز بين الخيال البيئي الحقيقي، والزائف من قبل ديان أكرمان. «في كثير من الأحيان في الخيال، كانت الطبيعة تلوح في الأفق بوصفها شخصية وحشية، أو خصمًا ينتقم من الانزلاق الأخلاقي، أو منطقة كابوس من الفوضى والرعب، حيث تجلس الوحوش الغاضبة على استعداد للهجوم، ولكن في بعض الأحيان تلمح بوصفها منطقة من السحر، والتصوف، والإلهام، والتحول المقدس. «يعتمد الخيال البيئي الزائف على الخوف من حدوث خطأ ما، لكن الخيال البيئي الحقيقي يعتمد على رؤية تكاملية للواقع» غابرييل نافار.
منظور آخر هو أن الخيال البيئي لا ينقسم بين الصواب والخطأ، ولكن إلى ثلاث فئات: «الأعمال التي تصور الحركة البيئية، والنشاط البيئي، والأعمال التي تصور صراعًا حول قضية بيئية وتعبر عن معتقدات المؤلف، والأعمال التي تتميز بنهاية العالم البيئية» باتريشيا د. نيتزلي.
«الخيال البيئي هو مصطلح مرن، واسع بما يكفي لاستيعاب مجموعة متنوعة من الأعمال الخيالية التي تتناول العلاقة بين البيئات الطبيعية والمجتمعات البشرية التي تسكن داخلها. ظهر المصطلح بعد فترة وجيزة من ترسخ علم البيئة بوصفه نموذجًا علميًا شعبيًا وموقفًا ثقافيًا واسعًا في الستينيات والسبعينيات» جوناثان ليفين.
«يشكل الخيال البيئي مسارًا قائمًا على الأدب نحو فهم نشط لمكان الطبيعة في الحياة البشرية، وهو جزء من مرحلة جديدة في كتابة الطبيعة تسعى إلى تضمين الوعي الحديث في روايات المكان. يعتقد هوبر أنه من أجل إعادة تشكيل حياتنا لاستيعاب المعرفة التي لدينا عن أزمتنا البيئية، لدينا الكثير من الأعباء الثقافية الصعبة للقيام بها. لإعادة تعريف أنفسنا بنحو هادف بالعالم الطبيعي، علينا أن نحول ملكاتنا التفسيرية، والفضولية، والملهمة إليه» ديدي كامينغز.
غالبا ما تذكر مطبعة آشلاند كريك أن «الخيال البيئي هو خيال بضمير» جون يونكر. نظرًا إلى أن «النقد البيئي يبدو متعدد التخصصات بطبيعته، ومتعدد الثقافات، وتوفيقيًا، وشاملًا، وتطوريًا في طبيعته». يبدو من المفيد تطبيق هذه السمات على مجال الأدب الكبير الذي هو الخيال البيئي، خاصة نظرًا إلى تاريخه، وانتشاره، واستمراريته.

## متعدد التخصصات وشامل:
يمكن النظر إلى الخيال البيئي على أنه مظلة للعديد من الأنواع، والأنواع الفرعية، أو يرتبط بها أفقيًا، ويعمل جيدًا ضمن معايير الفئات الرئيسية للخيال المضارب، والخيال المعاصر، وخيال الأنثروبوسين، والخيال المناخي، والخيال الأدبي، والخيال المستقبلي البيئي، والخيال الفني البيئي، والواقعية السحرية، والخيال الغريب البيئي، وأكثر من ذلك. علاوة على ذلك، في حين أن الخيال البيئي هو «خيال بضمير»، وفقا لجون يونكر، كما هو موضح أعلاه، فإنه يكشف عن النزاهة في الاهتمام بعالمنا الطبيعي، وكذلك ما يمكن العثور عليه على العديد من منصات سرد القصص: الغموض، والإثارة، والتشويق، والرومانسية، والمخيف، ونهاية العالم، وما بعد نهاية العالم، والساذج، والمستقبلي، والجريمة، والتحقيقي... ونظرًا إلى الآثار المترتبة على المنبع والمصب لقضايا مثل تغير المناخ، والتكسير، وتعدين الفحم، والعدالة الحيوانية، والتلوث، وإزالة الغابات، وغيرها... فإن هذا الفرع من الخيال ليس شاملًا وليس له حدود سوى الآثار البيئية، والطبيعية التي يجري تعريفها وشرحها من طريقه.